# Panorama di Racławice

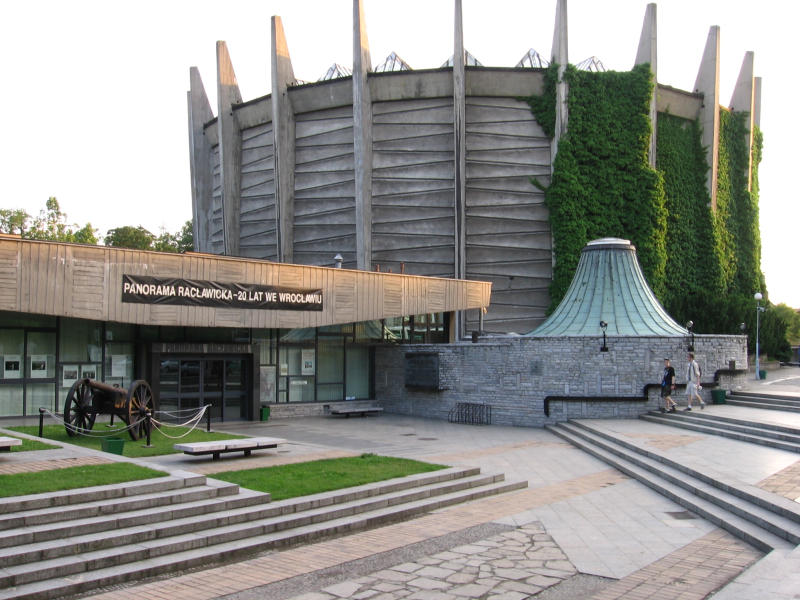
La costruzione che ospita il dipinto, a Breslavia.

Il Panorama di Racławice (in polacco: Panorama Racławicka) è un monumentale (15 × 120 metri) dipinto panoramico che raffigura la Battaglia di Racławice, uno dei primi episodi dell'Insurrezione di Kościuszko. Attualmente si trova a Breslavia, in Polonia. 

## Descrizione e stile
Il dipinto è una delle poche reliquie del genere preservate relativa alla cultura di massa del XIX secolo, ed è la più antica in Polonia. Il panorama viene esposto in forma circolare, mentre il punto di osservazione è centrale, e presenta diverse scene visibili dai differenti angoli di osservazione. Uno speciale tipo di prospettiva usato nel dipinto ed effetti aggiuntivi (luce, terreno artificiale) conferiscono un aspetto realistico all'opera.

## Storia
L'idea venne al pittore Jan Styka (1858 - 1925) a Leopoli, il quale invitò il rinomato pittore di battaglie Wojciech Kossak (1857 – 1942) a partecipare al progetto. Furono assistiti da Ludwik Boller, Tadeusz Popiel, Zygmunt Rozwadowski, Teodor Axentowicz, Włodzimierz Tetmajer, Wincenty Wodzinowski e Michał Sozański.
Il progetto fu concepito come una manifestazione patriottica per commemorare il centesimo anniversario della vittoriosa Battaglia di Racławice, un famoso episodio dell'Insurrezione di Kościuszko: un tentativo eroico, sebbene fallito, di difendere l'indipendenza polacca. La battaglia fu combattuta il 4 aprile 1794 tra le forze insurrezionaliste di regolari e volontari (in generale contadini) guidati da Kościuszko stesso e l'esercito russo guidato dal generale Aleksander Tormasov. Per la nazione che perse la sua indipendenza, la memoria di questa gloriosa vittoria era particolarmente importante.
L'esibizione nazionale, organizzata a Leopoli nel 1894, offrì un'eccellente opportunità per realizzare l'idea di Styka.
La rotonda in cui venne esposta, fu pronta nel luglio del 1893. Il dipinto per essere completato richiese nove mesi, dall'agosto del 1893 al maggio del 1894, un periodo sorprendentemente breve, date le dimensioni dell'opera.
L'esposizione ufficiale iniziò il 5 giugno 1894.
Fin dall'inizio, suscitò enorme attenzione e attrasse fiumi di turisti a Leopoli.
Dopo la Seconda guerra mondiale, durante la quale venne parzialmente danneggiata, l'opera fu trasferita a Breslavia. Il regime comunista la considerava piuttosto imbarazzante nei confronti dell'alleata Unione Sovietica, quindi tutti i tentativi di restaurarla e di esporla nuovamente non ebbero successo fino all'agosto del 1980 (che è anche il periodo degli scioperi nei cantieri navali di Danzica e della fondazione del sindacato Solidarność - settembre 1980).
L'opera, accuratamente restaurata, dal luglio del 1985 è di nuovo esposta al pubblico.